# مناقشة العلم الأسترالي
النقاش حول العلم الأسترالي هو سؤال دوري حول ما إذا كان يجب تغيير العلم الأسترالي ، خاصة لإزالة علم الاتحاد و إدخال تصميم جديد تمامًا بدون الصليب الجنوبي لتعكس الثقافات المتعددة للمجتمع الأسترالي،  و لتعكس التاريخ الغني والمعقد لأستراليا. 
وصل النقاش إلى ذروته في عدد من المناسبات ، مثل الفترة التي سبقت مباشرة الذكرى المئوية الثانية لأستراليا في عام 1988 وأثناء رئاسة وزراء بول كيتنغ ، الذي أثار علنًا موضوع تغيير العلم خلال أوائل التسعينيات.